# Cucoara, Cahul
Cucoara este un sat în raionul Cahul, Republica Moldova, reședința comunei cu același nume.
Structură etnică
     moldoveni (90,19%)
     ucraineni (3,33%)
     ruși (2%)
     găgăuzi (0,5%)
     bulgari (2,49%)
     români (1,5%)
     evrei (0%)
     polonezi (0%)
     țigani (0%)
     alte etnii / nedeclarată (−0,01%)
Conform datelor recensământului din 2004, populația localității este de 1.203 locuitori, dintre care 598 (49,71%) bărbați și 605 (50,29%) femei. Structura etnică a populației în cadrul localității arată astfel:
- moldoveni — 1.085;
- ucraineni — 40;
- ruși — 24;
- găgăuzi — 6;
- bulgari — 30;
- români — 18;
- altele / nedeclarată — 0.